# Maketu
Maketu – miasto w Nowej Zelandii, na Wyspie Północnej, w regionie Bay of Plenty.